# Caçu
Caçu là một đô thị thuộc bang Goiás, Brasil. Đô thị này có diện tích 2251,098 km², dân số năm 2007 là 10580 người, mật độ 4,5 người/km².